# Капел ет Мамолен
Капел ет Мамолен (фр. Capelle-et-Masmolène) насеље је и општина у јужној Француској у региону Лангдок-Русијон, у департману Гар која припада префектури Ним.
По подацима из 2011. године у општини је живело 403 становника, а густина насељености је износила 16,48 становника/km². Општина се простире на површини од 24,45 km². Налази се на средњој надморској висини од 246 метара (максималној 267 m, а минималној 148 m).

## Демографија
| 1962. | 1968. | 1975. | 1982. | 1990. | 1999. | 2011. |
| ----- | ----- | ----- | ----- | ----- | ----- | ----- |
| 276   | 276   | 233   | 298   | 323   | 373   | 403   |

График промене броја становника у току последњих година